# Феодора, імператриця візантійська (фільм)
«Феодора, імператриця візантійська» (італ. Teodora, imperatrice di Bisanzio) — італійсько-французький історичний пригодницький фільм-драма 1954 року, поставлений режисером Ріккардо Фредою.

## Сюжет
547 рік, розквіт Візантійської імперії. У Равенні на освяченні базиліки Сан-Вітале імператор Юстиніан (Жорж Маршаль) вдається до спогадів.
У Візантії здавна йде боротьба між патриціями (Синіми) і народом (Зеленими). Народ ненавидить Іоанна Каппадокійця (Анрі Гізоль), імператорського міністра й лідера патриціїв. Імператор завів собі звичай прогулюватися інкогніто серед простих людей, яких він любить і хоче дізнатися трохи краще. Одного разу на прогулянці він знайомиться з танцівницею Феодорою (Джанна Марія Канале), прийомною дочкою приборкувача хижаків. Феодора намагається вкрасти у нього золоте кольє, але імператор так зачарований красою дівчини, що сам віддає їй кольє. Феодора зникає, так і не дізнавшись, ким був насправді щедрий дарувальник. Вона дізнається про це пізніше за невеселих обставин: у суді, де за традицією на першому слуханні в році головує сам Юстиніан. Феодору судять за крадіжку коштовності. Щоб притлумити потяг до Феодори, Юстиніан засуджує її до ув'язнення, але пізніше розкаюється у несправедливому рішенні. Феодорі вдається втекти, підкупивши вартового. Вона приходить до нареченого Аркаса, який повинен брати участь в гонці квадриг, представляючи Зелених; їм протистоять в цьому змаганні Сині. Феодора усипляє Аркаса, щоб зайняти його місце. Вона виграє гонку у Юстиніана, який в останню мить забажав особисто взяти участь у випробуванні.
Феодора запрошена до палацу. Юстиніана вабить до неї з подвоєною силою. Але Феодора заявляє імператорові, що вона не куртизанка й поступиться, тільки якщо він одружується на ній. Юстиніан регоче. Через деякий час грають весілля. Воєначальник Велізарій повертається з перемогою з Персії. Він вимагає підкріплення для охорони кордонів. Феодора пропонує звільнити рабів, готових битися за країну. Виконуючи глибокі сподівання народу, вона підказує імператорові нову, ліберальнішу політику, яка виводить з себе Синіх. Іоанн Каппадокійський очолює змову. Він доручає Аркасу, колишньому нареченому Феодори, убити її. У вирішальний момент Аркас не наважується завдати удару. Юстиніан застає їх разом, і його невсипущі ревнощі обрушуються на імператрицю. Аркасу загрожує ув'язнення, але йому вдається сховатися. Іоанн Каппадокійський готує другий замах на Феодору. За його намовою заздрісна та жадібна сестра імператриці Саїдія (Ірині Паппа) заявляє Юстиніану, що між Феодорою і Аркасом дійсно любовний зв'язок. Сині починають заколот і намагаються захопити владу. Феодора звертається безпосередньо до народу і піднімає його на боротьбу з бунтівниками в очікуванні підходу Велізарія. Юстиніан застає дружину з помираючим Аркасом. Як і раніше засліплений ревнощами, він наказує варті схопити її. Велізарій повертається до міста, щоб врятувати престол; Юстиніан розуміє підлий план Іоанна Каппадокійського і в останню мить рятує Феодору від смерті.
У базиліці літнє подружжя згадує багаторічне спільне правління.

## У ролях
| • Жорж Маршаль        | … | Юстиніан                 |
| • Джанна Марія Канале | … | Феодора                  |
| • Ренато Балдіні      | … | Аркас                    |
| • Ірині Паппа         | … | Фаїдія                   |
| • Карло Спозіто       | … | Скарпіос                 |
| • Анрі Гізоль         | … | Іоанн Каппадокієць       |
| • Роже Піго           | … | Андреас                  |
| • Неріо Бернарді      | … | Велізарій                |
| • Ольга Собеллі       | … | Егіна                    |
| • Лоріс Джицці        | … | сліпе чудовисько Смірнос |
| • Умберто Сільвестрі  | … | сліпий атлет             |

## Знімальна група
- Автори сценарію — Андре-Поль Антуан, Ріккардо Фреда, Рене Вілер, Клод Аккурсі, Раньєрі Кокетті
- Режисер-постановник — Ріккардо Фреда
- Продюсер — Джузеппе Фатігаті
- Оператор — Родольфо Ломбарді
- Композитор — Ренцо Росселліні
- Монтаж — Маріо Серандреї
- Художники-постановники — Філіберто Сбарделла, Антоніо Валенте
- Художник-декоратор — Флора Каппоні
- Художник з костюмів — Венієро Коласанті
- Артдиректори — Ріккардо Фреда, Франко Лоллі